# Епейрогенічні рухи
Епейрогені́чні ру́хи, Епейрогене́з (рос.эпейрогенические движения, эпейрогенез; англ. epeirogenetic movements, epeirogenesis; нім. epeirogenetische Bewegungen f pl, epirogene Bewegungen f pl) — безперервні повільні підняття й опускання земної кори, які зумовлюють утворення форм рельєфу планетарного порядку.
Епейрогенічний рух може бути постійним або перехідним. Перехідний підйом може виникати через теплову аномалію через конвекцію аномально гарячої мантії і зникає, коли конвекція зменшується. Постійне підняття може відбуватися, коли магнітний матеріал вводиться в земну кору, а круговий або еліптичний структурний підйом (тобто без складання) над великим радіусом (десятки до тисяч км) є однією характеристикою мантійного плюму .